# La Loi de la montagne
Pour plus de détails, voir Fiche technique et Distribution.
La Loi de la montagne (Baker's Hawk) est un film de Lyman Dayton sorti en 1976.

## Synopsis
Pendant l'été 1876, le jeune Billy Baker trouve un fauconneau blessé et devient ami avec un vieil ermite. Vivant seul avec des animaux qu'il a recueilli, l'ermite est considéré comme fou par les citadins. Ceux-ci estiment que lui et les autres arrivants menacent la sécurité de la communauté et décident de les évincer. 
Afin d'enrayer les activités d'évictions, le shérif local nomme le père de Billy adjoint temporaire. Billy fait des découvertes sur les préjugés, la responsabilité, le courage et l'amitié.

## Fiche technique
- Titre original : Baker's Hawk
- Titre français : La Loi des montagnes
- Réalisation : Lyman Dayton
- Scénario : Dan Greer et Hal Harrison Jr. d'après le roman de Jack M. Bickham
- Sociétés de productions : Baker's Hawk Ltd. et Doty-Dayton Production
- Pays de production :  États-Unis
- Format : couleur - 35 mm - Mono
- Genre : western
- Durée : 98 minutes
- Date de sortie : 
  - États-Unis : décembre 1976

## Distribution
- Clint Walker : Dan Baker
- Burl Ives : M. McGraw
- Diane Baker : Jenny Baker
- Lee Montgomery (en) : Bill Baker alias Lee H. Montgomery
- Alan Young : Paul Carson
- Taylor Lacher : Sweeney
- Bruce M. Fischer (en) : Blacksmith
- Cam Clarke : Morrie Carson